# 娼婦和子
「娼婦和子」（しょうふかずこ）は、1971年5月20日に発売された、やしきたかじんのデビューシングル。

## 解説
近親相姦や売春をテーマにしており、自費出版で500枚生産するも社会通念上の問題から、即日"発売禁止"になった。発売禁止になったレコードは手売りされたが、購入者はほとんどいなかったとされ、たかじん自身も所有していなかった。
カップリング曲「さよならの言葉」は2001年発売のオムニバス・アルバム『KYOTOレコード ベスト選集 カレッジアン・クラブ』に収録された。
「娼婦和子」は「さよならの言葉」と共に、2014年12月3日に発売された『やしきたかじん シングル・コレクション 1976-1982』に収録された。

## 収録曲
- 両楽曲共に、作詞・作曲・編曲：やしきたかじん

1. 娼婦和子 [03:00]
2. さよならの言葉 [04:55]